# خلیل‌آباد (کنگاور)
خلیل‌آباد (کنگاور)، روستایی از توابع بخش مرکزی شهرستان کنگاور در استان کرمانشاه ایران است.

## جمعیت
این روستا در دهستان کرماجان قرار دارد و براساس سرشماری مرکز آمار ایران در سال ۱۳۸۵، جمعیت آن ۱۸۱ نفر (۴۹خانوار) بوده‌است.